# Цепу (комуна)
Цепу (рум. Țepu) — комуна у повіті Галац в Румунії. До складу комуни входять такі села (дані про населення за 2002 рік):
- Цепу-де-Сус (258 осіб)
- Цепу (2301 особа)

Комуна розташована на відстані 197 км на північний схід від Бухареста, 78 км на північний захід від Галаца, 133 км на південь від Ясс, 141 км на схід від Брашова.

## Населення
За даними перепису населення 2002 року у комуні проживали 2559 осіб.
Національний склад населення комуни:
| Національність | Кількість осіб | Відсоток |
| -------------- | -------------- | -------- |
| румуни         | 2554           | 99,8%    |
| цигани         | 4              | 0,2%     |
| турки          | 1              | < 0,1%   |

Рідною мовою назвали:
| Мова      | Кількість осіб | Відсоток |
| --------- | -------------- | -------- |
| румунська | 2555           | 99,8%    |
| циганська | 4              | 0,2%     |

Склад населення комуни за віросповіданням:
| Релігія       | Кількість осіб | Відсоток |
| ------------- | -------------- | -------- |
| православні   | 2537           | 99,1%    |
| адвентисти    | 12             | 0,5%     |
| старообрядці  | 7              | 0,3%     |
| римо-католики | 1              | < 0,1%   |
| мусульмани    | 1              | < 0,1%   |